# 阿利斯泰爾·卡邁克爾
阿利斯泰爾·卡邁克爾（英語：Alistair Carmichael）；1965年7月15日—）是蘇格蘭自由民主黨政治家和國會議員（MP）。
他是蘇格蘭自由民主黨副領袖，在2013至2015年間的英國聯合政府兼任蘇格蘭事務大臣。在任大臣期間的2014年8月28日，卡邁克爾宣布，若蘇格蘭於9月18日獨立，他願意離開西敏政府，加入蘇格蘭首席大臣亞歷克斯·薩孟德領導的「蘇格蘭團隊」（Team Scotland）及後續談判事宜。不過，蘇格蘭人否決了獨立。
2015年，自民黨慘敗下野，他隨之卸任蘇格蘭事務大臣，他亦同時成為此後兩年間該黨唯一代表蘇格蘭的下議員。及後他更成為現時自民黨就任時間最長的下議員。
2020年初，除蘇格蘭副領袖和黨鞭長外，他開始兼任該黨的外交、大英國協和脫歐事務發言人，下半年改任蘇格蘭副領袖、內政和北愛事務發言人。
他長期支持推動香港民主運動，包括於2019年提交倡議重啟英國國民（海外）護照新申請的《香港法案》，又與綠黨上議員娜塔莉·本內特女男爵共同擔任當地跨黨派關注香港小組主席。

## 谴责中国政府
2020年9月8日在工党希柏恩·麦克唐纳的协调下，与包括英国保守党外交事务委员会主席托马斯·图根达特、自由民主党领袖爱德·戴维，以及绿党、苏格兰民族党和威尔士党在内的130多名议员给中国驻英大使刘晓明写信，联名谴责中国政府针对新疆维吾尔穆斯林的行为。

## 資訊
- Official website of the Scotland Office （页面存档备份，存于）